# 콤무나르카역
콤무나르카역(러시아어: Коммунарка)은 모스크바 지하철 소콜니체스카야 선의 남서쪽 종착역이다. 2019년 6월 20일에 개장했다. 콤무나르카 역은 모스크바 메트로의 232번째 역이 되었다.

## 역명
공사 당시의 역명은 "스톨보보"였다. 이는 모스크바주에서 모스크바 시로 편입되면서 현재 지역의 일부가 된 옛 스톨보보 마을에서 유래한 것이다.

## 지리
콤무나르카 역은 모스크바 링로드의 솔른체보-부토보-바르샵스코예 쇼세 고속도로와 오스타피예보 국제공항 도로가 만나는 지점에 있다.

## 구조
1면 2선 섬식 승강장의 구조로 지하 역사이다. 두 개의 대합실이 존재하는데, 하나는 지하 보행자 통로를 통해 고속도로를 가로질러 나가는 방향이고, 다른 하나는 계획 중인 콤무나르스카야 선의 장래역으로 연결되는 통로이다.

## 디자인
플랫폼은 대부분 회색과 갈색으로 장식되어 있고 벽은 유리로 만들어진 형태이다.

## 사진

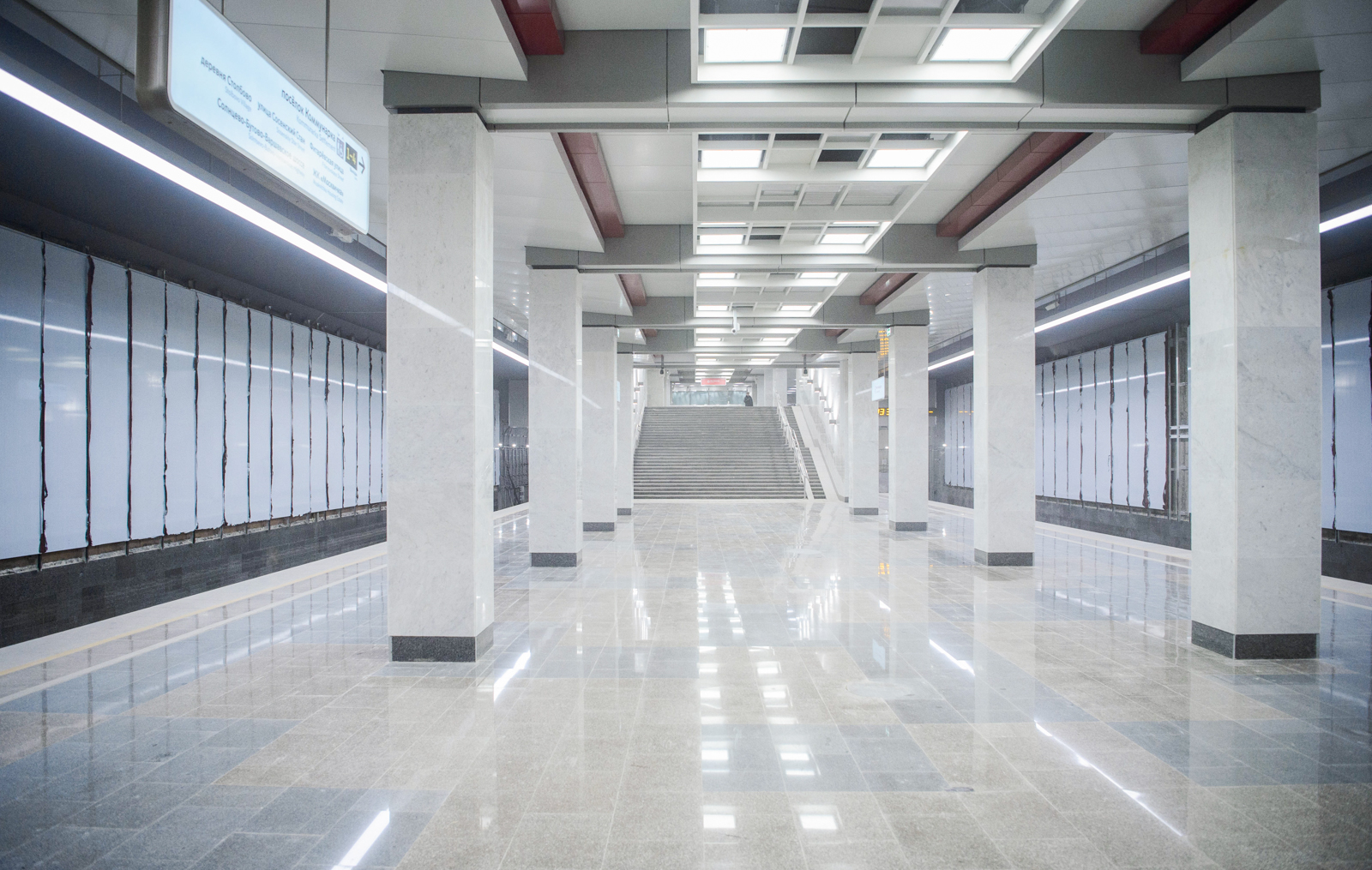
공사 당시 플랫폼 전경